# 穆德斯豪森
穆德斯豪森是德国莱茵兰-普法尔茨州的一个市镇。总面积4.72平方公里，总人口435人，其中男性225人，女性210人（2011年12月31日），人口密度92人/平方公里。